# River: The Joni Letters
River: The Joni Letters från 2007 är ett musikalbum av Herbie Hancock. Albumet är en hyllning till singer-songwritern Joni Mitchell och innehåller covers av några av hennes sånger. Gästvokalister är Leonard Cohen, Tina Turner, Norah Jones, Corinne Bailey Rae, Luciana Souza och Joni Mitchell själv.
Albumet tilldelades 2008 en Grammy Award (Album of the Year).

## Låtlista
Låtarna är skrivna av Joni Mitchell om inget annat anges.
1. Court and Spark – 7:36
2. Edith and the Kingpin – 6:34
3. Both Sides, Now – 7:39
4. River – 5:27
5. Sweet Bird – 8:17
6. Tea Leaf Prophecy (Joni Mitchell/Larry Klein) – 6:36
7. Solitude (Duke Ellington/Eddie DeLange/Irving Mills) – 5:44
8. Amelia – 7:28
9. Nefertiti (Wayne Shorter) – 7:32
10. The Jungle Line – 5:01

## Medverkande
- Herbie Hancock – piano
- Wayne Shorter – sopran- & tenorsaxofon
- Dave Holland – bas
- Lionel Loueke – gitarr
- Vinnie Colaiuta – trummor
- Norah Jones – sång (spår 1)
- Tina Turner – sång (spår 2)
- Corinne Bailey Rae – sång (spår 4)
- Joni Mitchell – sång (spår 6)
- Luciana Souza – sång (spår 8)
- Leonard Cohen – sång (spår 10)

## Mottagande
Skivan fick ett gott mottagande när den kom ut med ett snitt på 3,8/5 baserat på fem recensioner.